# ホーリー・トリニティ教会 (ジブラルタル)
ホーリー・トリニティ教会聖三一大聖堂（英: Cathedral of the Holy Trinity）は、イングランド国教会ジブラルタル教区の主教座聖堂。ジブラルタルのカシドラル・スクエアにあり、単にジブラルタル教会と呼ばれることもあるが、ローマ・カトリック教会の司教座聖堂であるセント・マリー・ザ・クラウンズ教会と混同しないよう注意が必要である。ホーリー・トリニティ教会は、建築に昔のムーア風の要素を取り入れた点で特に知られ、それは馬蹄形のアーチによく表れている。これはムーア建築に触発された建築様式であり、ジブラルタルの歴史のうちムーア人の支配が長かったことを考えると、納得のゆくものである。

## 歴史

### 19世紀
この教会は、元はジブラルタルに住む聖公会信者の求めに応じて建てられたものであり、それはキングス教会が専ら軍事用として使われていたからだった。チャタム伯爵ジョン・ピットは1820年にジブラルタル総督として着任し、使われなくなったある施設を売却するようイギリス政府を説得して、それを資金にその土地に教会を建設した。
建設は1825年に始まり、1832年に完成した。設計者は不明だが、王立工兵のピルキントン大佐が工事を監督した。完成前、黄熱病が流行した際には短期間、完成済みの一部分が救急病院として使われた。
この教会は1838年に、ウィリアム4世の未亡人アデレード大后の臨席のもと、エドワード・バロー副主教によって聖別された。1842年には主教座聖堂に昇格し、ジョージ・トムリンスンが初代ジブラルタル主教になると共にジブラルタル教区が創設された。

### 20世紀
この教会は第二次世界大戦中にこれといった被害は受けなかった。戦争が終わるとハロルド・バクストン主教は、マルタのサン・ポール臨時主教座聖堂とジブラルタルの主教座聖堂を発展させるための基金を募るべく、「マルタとジブラルタルに感謝の意を表す」という懇請活動を行なった。ジブラルタルでは、集まった資金は新しい聖具室の建設と、教会の南側の側廊に2つめの礼拝堂を建築するのに使われた。これらは、聖ジョージと、戦争中に地中海地域で命を落とした全ての人々を記念するという名のもとに行なわれた。ドイツによる空襲で破壊されたコヴェントリー大聖堂から運ばれた石がひとつ、洗礼盤の後ろの壁に埋め込まれている。これは十字のついた小さな石である。
1951年4月27日に補給艦の RFA Bedenham が爆発事故を起こした際は教会も少なからず被害を受け、屋根が持ち上がってステンドグラスが割れた。建物側面の窓には普通のガラスがはめ直されたが、集められた色付きガラスの破片は新しいステンドグラスを作るために使われ、これは祭壇の上の東側の壁に今もある。教会は大規模な修繕が必要となり、その年のクリスマスまで使用不能となった。

## 聖職者
イングランド国教会の全ての主教座聖堂と同じく、建物を受け持つ聖職者 (priest) とそこの牧師 (ministry) は主席司祭 (Dean) と呼ばれる。後者は、ジブラルタル港の牧師 (Port Chaplain) を兼ねる戒律先唱者 (Canon Precentor) が任命される。教会の3人目の聖職者は、主教座聖堂参事会員 (minor canon) が無給でつとめる。ジブラルタル主教は担当する教区が広範囲にわたるため、交通の便を図るためジブラルタルではなくイングランドのロンドン・ガトウィック空港の近くに住んでいる。

## ギャラリー

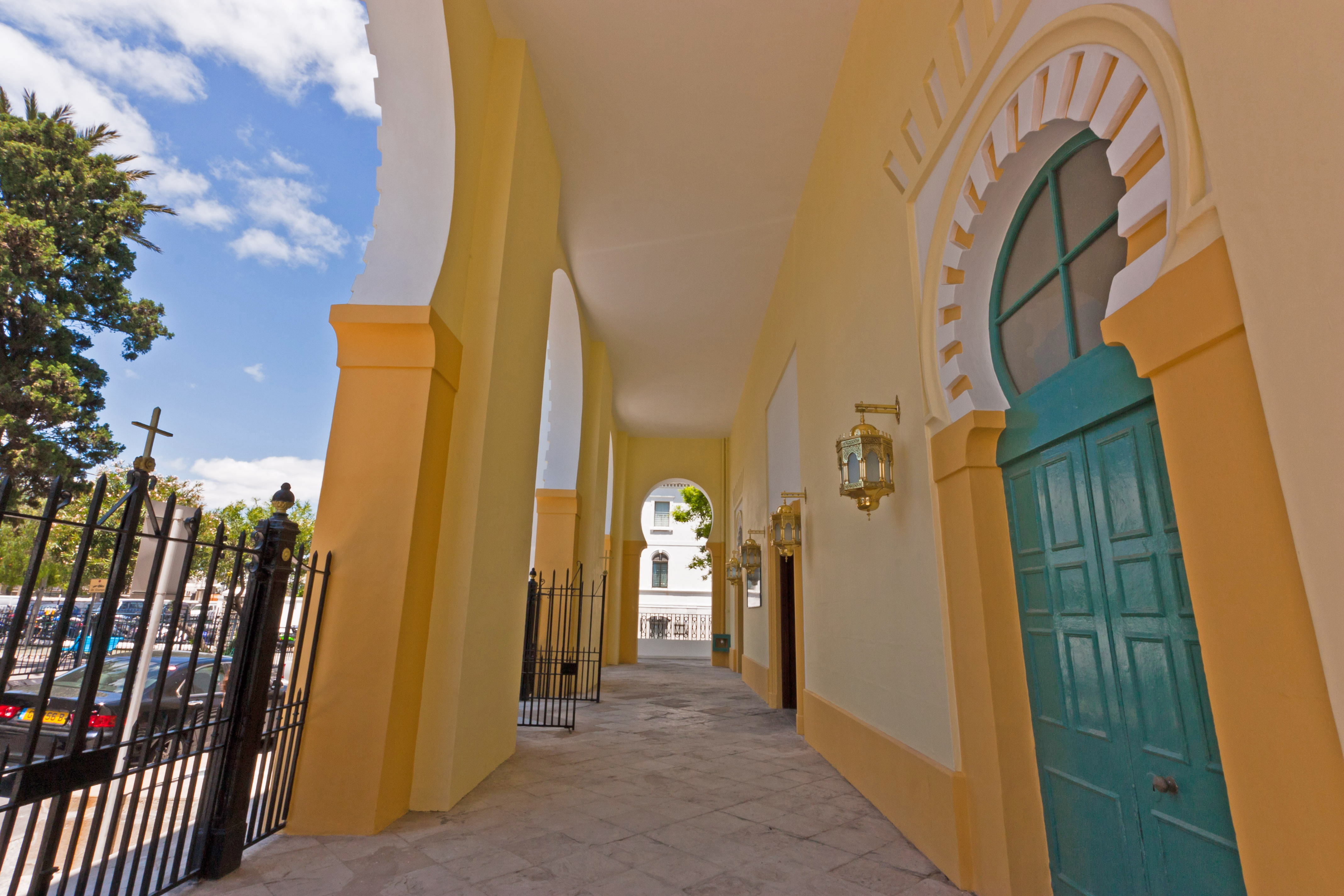
ポルチコ
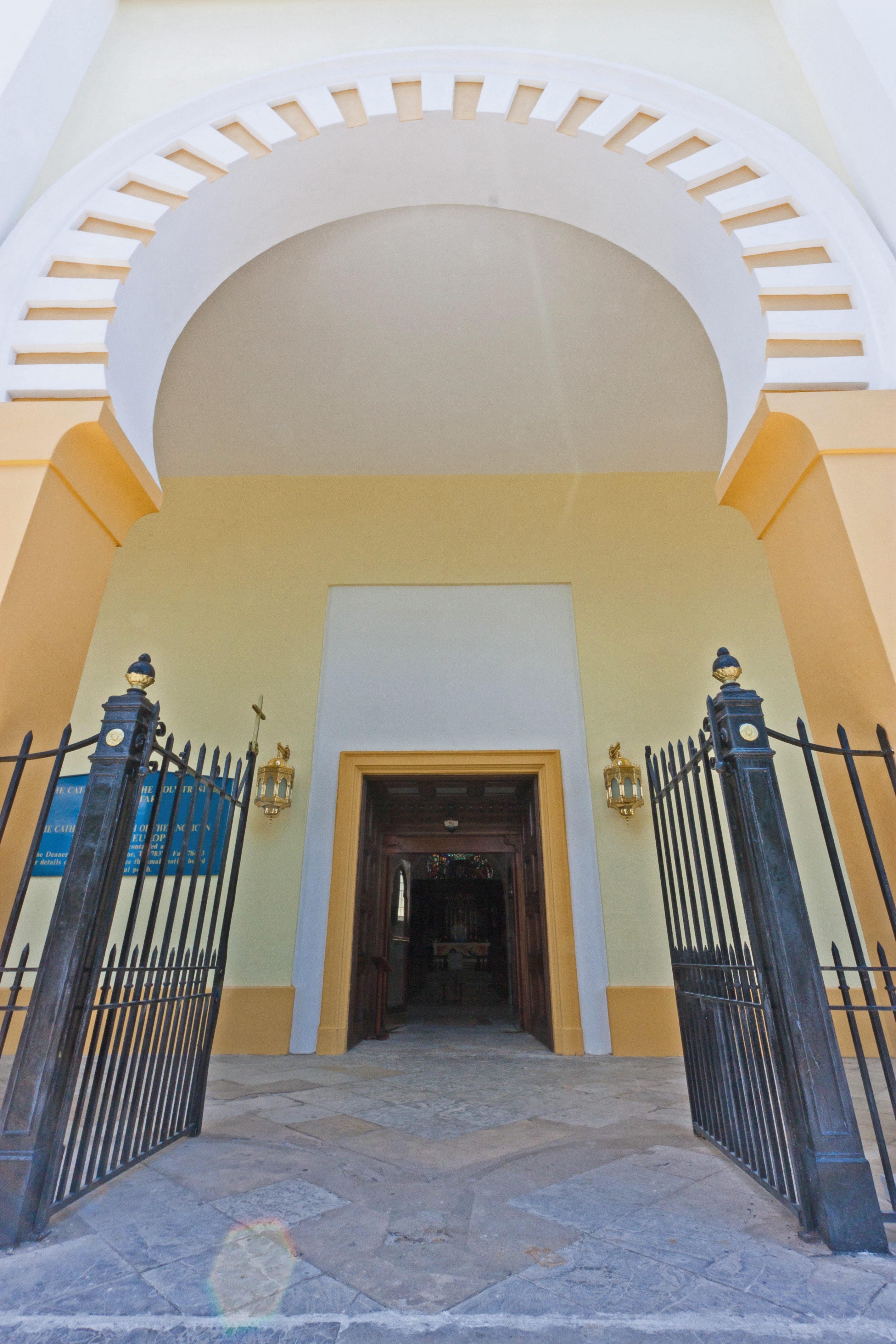
正面入口
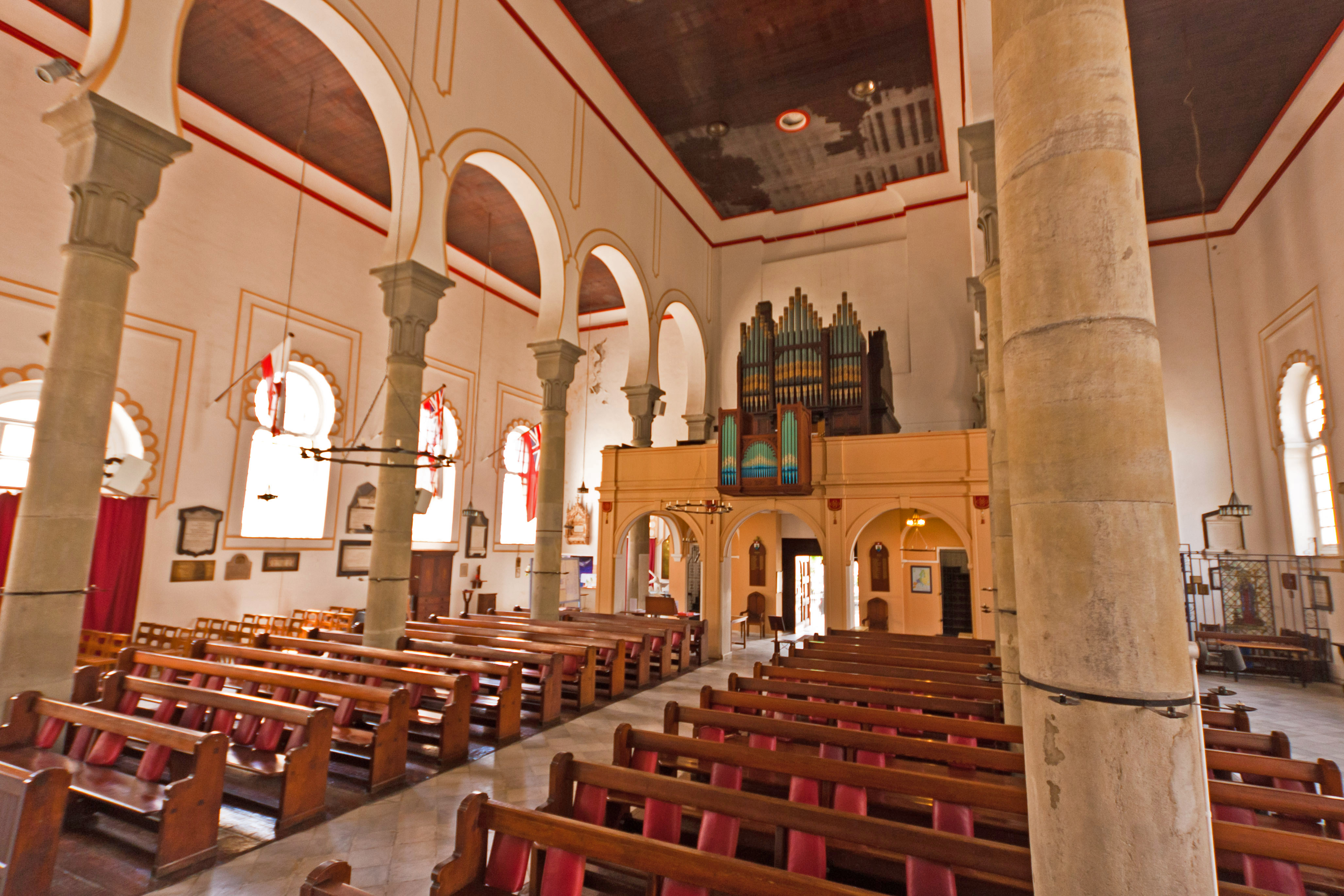
身廊
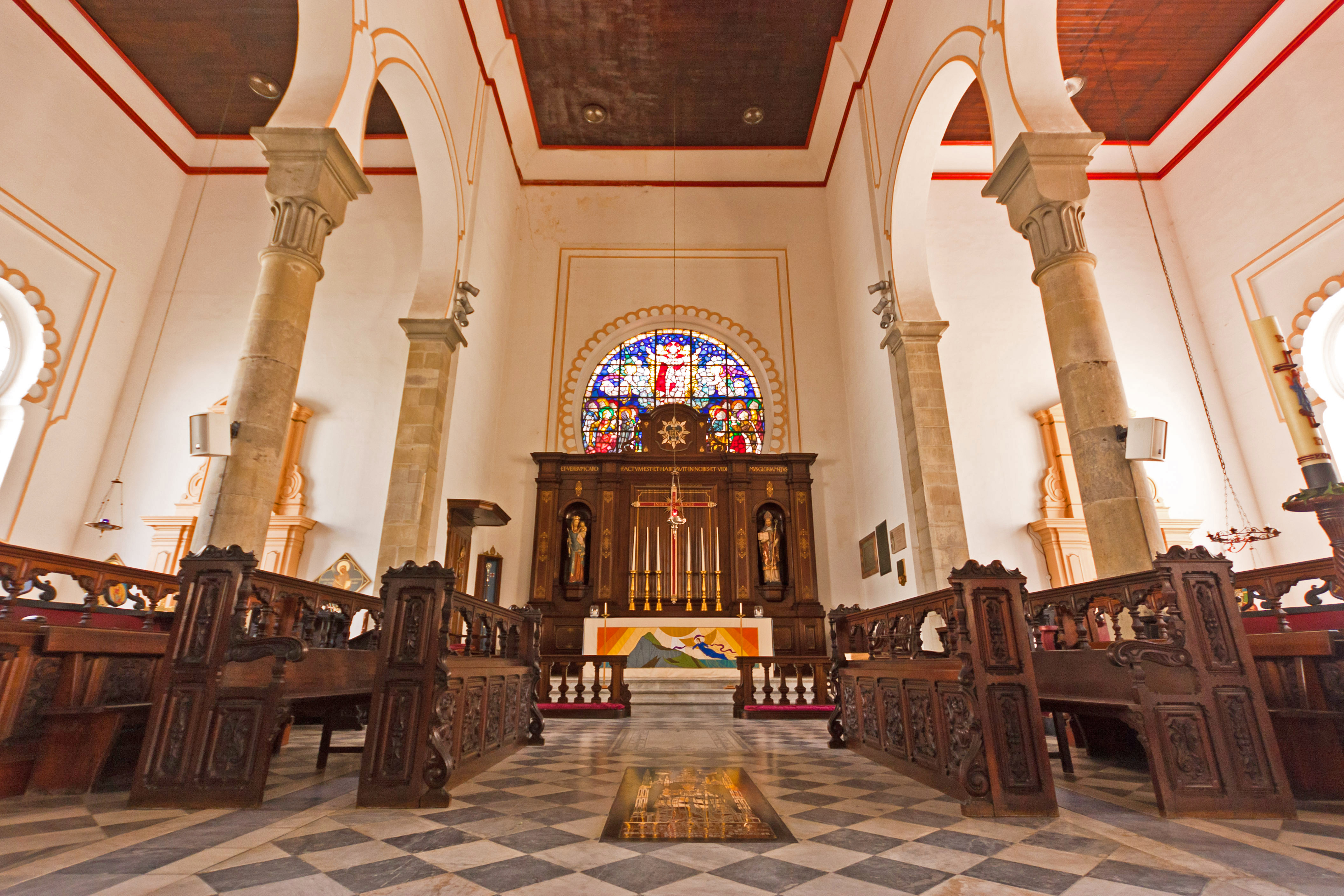
内陣
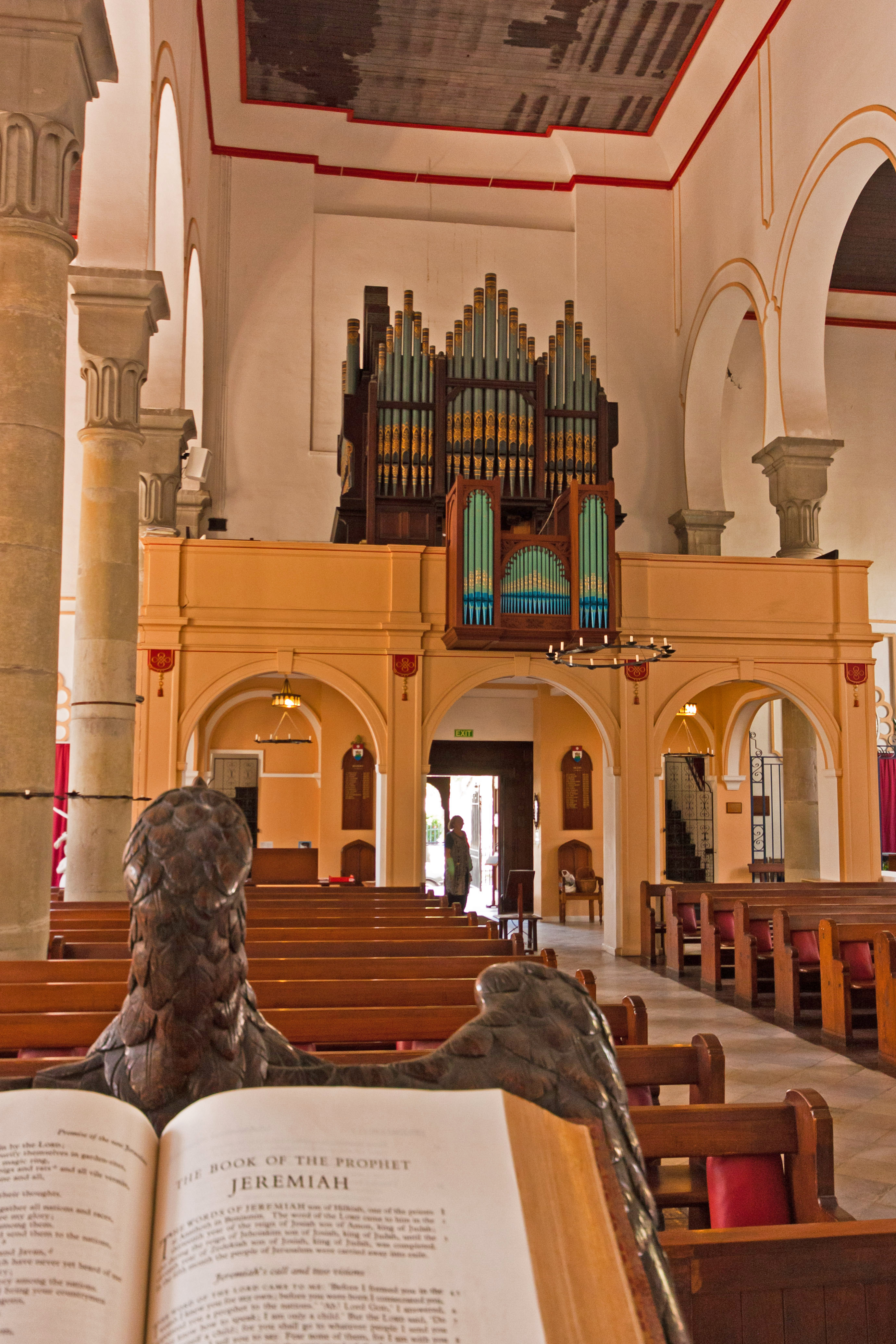
見台とパイプオルガン
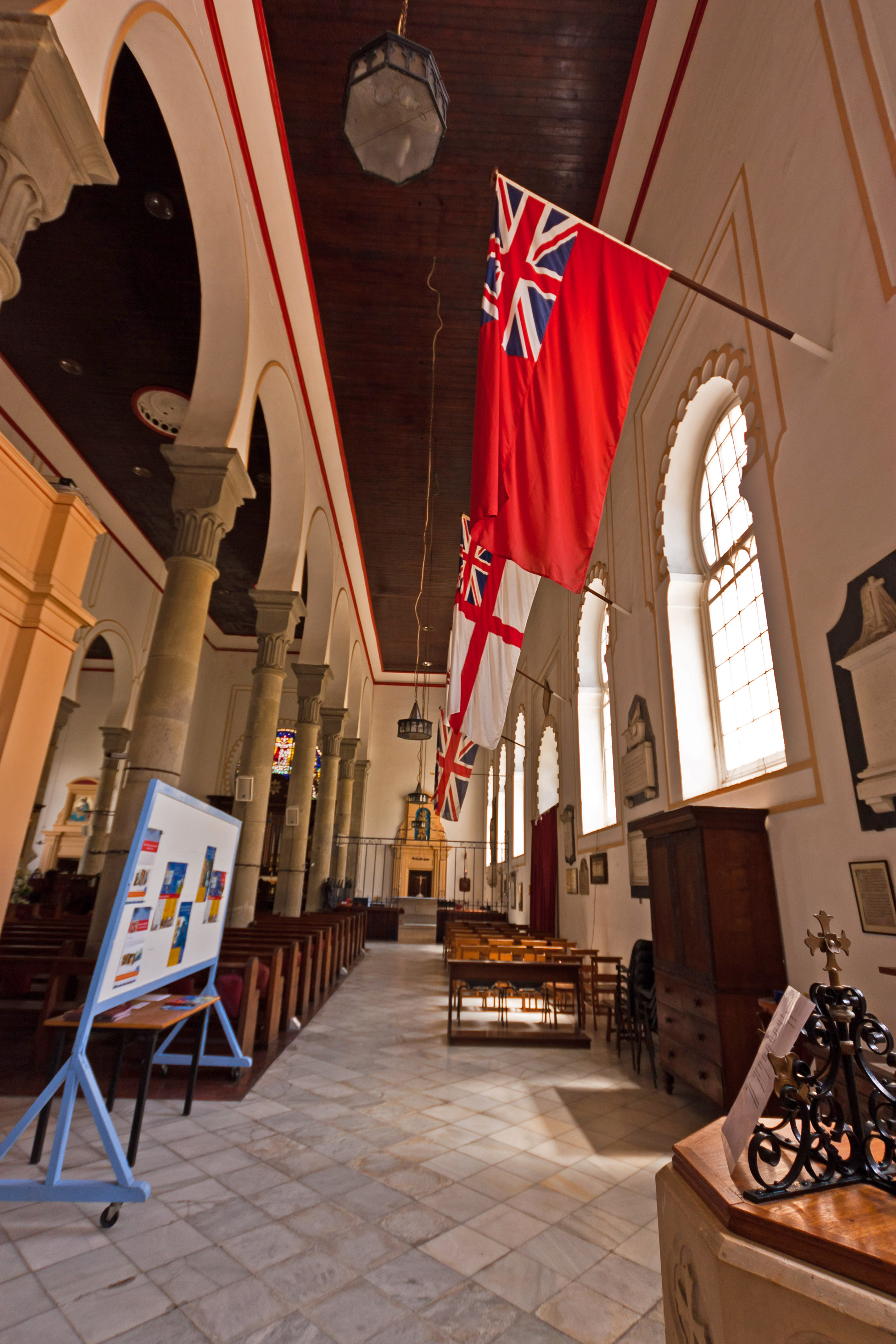
南側の側廊